# علی‌اصغر شادروان
علی‌اصغر شادِروان (زاده ۱۳۳۴ در شوشتر)، کارگردان سینما و تلویزیون اهل ایران است.

## زندگی
وی فارغ‌التحصیل زیست‌شناسی از دانشگاه شهید چمران اهواز است؛ و با گذراندن دوره‌های فیلمسازی از مرکز اسلامی آموزشی فیلمسازی، فعالیت سینمایی را با کارگردانی فیلم‌های کوتاه آغاز نمود.

## کارگردانی
- یوسف هور
- خفاش (فیلم)
- پاتک (فیلم)
- جدال بزرگ
- بحران (فیلم)
- تیرباران (فیلم)
- عقود

## فیلم‌نامه‌نویسی
- یوسف هور
- خفاش (فیلم)
- پاتک (فیلم)
- بحران (فیلم)
- تیرباران (فیلم)
- عقود

## بازیگری
- پری (فیلم ۱۳۷۳)